# 12 Pułk Piechoty Armii Krajowej
12 Pułk Piechoty AK Ziemi Bocheńskiej – oddział piechoty Wojska Polskiego zorganizowany w 1944 w ramach planu odtwarzania Sił Zbrojnych RP przez Armię Krajową.

## Organizacja
Organizacja AK w powiecie bocheńskim w 1944 r. po scaleniu przedstawiała się następująco:
- Komendant obwodu – Julian Więcek „Topola”
- Zastępca I – Józef Kaczmarczyk „Turoń”
- Zastępca II – Jan Jarosz „Jastrzębiec” z BCH
- Zastępca III – Stanisław Gałka „Witek” Jarocki z NOW
- Adiutant – Emil Seruga „Wanda”
- Kwatermistrz – Julian Migdał „Dąb”
- Szef wywiadu – Józef Strzałka „Kora”
- Szef K.W. – Jan Kaczmarczyk „Wilk”
- Szef dywersji i oficer broni – Andrzej Możdżeń „Lewina”, „Sybirak”
- Szef komórki – Józef Laska „Dąbrowiecki”
- Zastępca – Stanisław Wójcik „Kasiarz”
- lekarz – dr Stanisław Krupa „Ogarek”
- Wojskowa Służba Kobiet – Anna Kwapniewska
- Kapelan Obwodu – ks. Józef Żelazok „Kordecki”.

## Jedna z akcji 12 pp AK
Na terenie powiatu bocheńskiego stacjonował 12 pułk piechoty AK, a jego dowódca ppłk Julian Więcek ps. „Topola”. Był najwyższym rangą oficerem AK na tym terenie. Kiedy nadeszła informacja, że ok. 130 więźniów politycznych ma być w dniu 27.07.1944 r. wywiezionych z Nowego Wiśnicza do obozu koncentracyjnego w Oświęcimiu. Postanowiono przeprowadzić akcję w nocy z 26 na 27 lipca 1944 r. Podjął się tej akcji i wykonał ją I batalion 12 pułku piechoty AK. Kierował nią dowódca I batalionu ppor Józef Wieciech ps. „Tamarow”. Siły partyzantów liczyły 36 osób, w tym 7-osobową grupę szturmową. Zajęto więzienie, padł tylko 1 przypadkowy strzał, uwolniono 128 więźniów politycznych, zdobyto dużą ilość broni. Komendant Schroeder nad ranem pojechał do Bochni i poinformował żandarmerię o zaistniałych wypadkach. Miał powiedzieć, że więzienie opanowało około 300 dobrze uzbrojonych osób, prawdopodobnie zrzutków angielskich  .